# Classe Branlebas
La Classe Branlebas est la sixième classe de  contre-torpilleurs construite pour la Marine nationale française entre 1907 et 1908. Elle est réalisée sur différents chantiers navals français : Rochefort, Le Havre, Saint-Nazaire, Nantes et Bordeaux (deux unités par chantier). 
Ces dix navires sont utilisés durant la Première Guerre mondiale. Ils portent des noms communs liés aux activités, équipements ou traditions de l'infanterie : branle-bas, étendard, fanfare, fanion, gabion, glaive, oriflamme, poignard, sabretache et sape. 

## Conception
C'est la première classe de contre-torpilleurs qui bénéficie d'un blindage de coque de 20 mm pour protéger la salle des machines et les chaudières.

## Pertes
- Le Branlebas fut coulé par une mine allemande le 30 septembre 1915 à Nieuport.
- L'Étendard est torpillé et coulé par le torpilleur allemand A39 le 25 avril 1917 en mer du Nord, au large de Dunkerque. Son commandant, Pierre Auguste Georges Mazaré, est tué.

## Les unités de la classe
| N°  | Nom        | Chantier naval                                           | Pose de la quille | Lancement         | Mise en service | Fin de carrière            |
| --- | ---------- | -------------------------------------------------------- | ----------------- | ----------------- | --------------- | -------------------------- |
| M42 | Glaive     | Arsenal de Rochefort                                     | mai 1905          | 10 septembre 1908 | septembre 1910  | rayé le 13 février 1932    |
| M43 | Poignard   | Arsenal de Rochefort                                     | mai 1905          | 3 juillet 1909    | novembre 1910   | rayé le 3 mai 1926         |
| M47 | Sabretache | Établissement de la Brosse et Fouché, Nantes             | juin 1906         | 5 février 1908    | septembre 1908  | rayé le 10 mai 1920        |
| M48 | Oriflamme  | Établissement de la Brosse et Fouché, Nantes             | juin 1906         | 4 avril 1908      | septembre 1908  | rayé le 27 mai 1921        |
| M49 | Étendard   | Société de Travaux Dyle et Bacalan, Bordeaux             | décembre 1905     | 20 mars 1908      | février 1909    | coulé le 25 avril 1917     |
| M50 | Fanion     | Société de Travaux Dyle et Bacalan, Bordeaux             | décembre 1905     | 4 mai 1908        | février 1909    | rayé le 27 mai 1921        |
| M51 | Sape       | Ateliers et Chantiers de la Loire Penhoët, Saint-Nazaire | novembre 1905     | 23 septembre 1907 | novembre 1908   | rayé le 3 mai 1926         |
| M52 | Gabion     | Ateliers et Chantiers de la Loire Penhoët, Saint-Nazaire | novembre 1905     | 21 décembre 1907  | novembre 1908   | rayé le 14 mai 1921        |
| M53 | Branlebas  | Augustin Normand, Le Havre                               | novembre 1905     | 8 octobre 1907    | juillet 1908    | coulé le 30 septembre 1915 |
| M54 | Fanfare    | Augustin Normand, Le Havre                               | novembre 1905     | 19 décembre 1907  | juillet 1908    | rayé le 28 septembre 1925  |

## Sources
- (en) Cet article est partiellement ou en totalité issu de l’article de Wikipédia en anglais intitulé « Branlebas-class destroyer » (voir la liste des auteurs).